# Trematodon humilis
Trematodon humilis là một loài rêu trong họ Bruchiaceae. Loài này được Mitt. mô tả khoa học đầu tiên năm 1869.